# Città di Genova (croiseur auxiliaire)
Le Città di Genova était un croiseur auxiliaire de la Marine royale italienne (en italien : Regia Marina), anciennement un navire à passagers italien.

## Histoire de service
Construit entre 1929 et 1930 dans les Cantieri Navali Riuniti de Palerme (pour une autre source, probablement erronée, dans les Cantieri Navali Riuniti d'Ancône) pour la "Florio Società Italiana di Navigazione", basée à Rome, avec son navire-jumeau (sister ship Città di Palermo, l'unité est à l'origine un navire à moteur pour passagers de 5 413 tonneaux de jauge brute, de 125,5 mètres de long et de 15,5 mètres de large, propulsé par deux moteurs diesel 6 cylindres de 1 900 CV, qui actionnent deux hélices permettant la vitesse élevée (pour un navire à moteur marchand) de 18-19 nœuds.
En mars 1932, la "Florio" fusionne avec la ""Compagnia Italiana Transatlantica"" (CITRA) pour former la "Tirrenia Flotte Riunite Florio-Citra", qui, le 21 décembre 1936, à la suite de l'union avec d'autres compagnies mineures, forme la "Tirrenia Società Anonima di Navigazione". Le Città di Genova suit les changements des compagnies maritimes, en étant enregistrée, avec le numéro d'immatriculation 154, au Compartimento Marittimo (Service maritime) de Palerme. Dans les années trente, le bateau à moteur est utilisé pour le transport de passagers sur la ligne Palerme-Naples-Tunis-Tripoli
Le 13 juin 1940, trois jours après l'entrée de l'Italie dans la Seconde Guerre mondiale, le Città di Genova est réquisitionné par la Regia Marina et inscrit sur la liste des navires auxiliaires de l'État en tant que croiseur auxiliaire, avec le numéro d'immatriculation D 4. Armé de quatre canons de 120/45 mm, de deux canons antiaériens Breda Modèle 1935 de 20/65 mm  et d'autant de mitrailleuses Breda Modèle 1931 de 13,2 mm,, le navire est principalement affecté à des tâches d'escorte de convois ainsi qu'au transport de troupes et de ravitaillement.
Le 2 septembre 1941, le croiseur auxiliaire, amarré dans le port de Patras, accueille une partie des survivants du navire à moteur Cilicia, torpillé et coulé par le sous-marin HMS Rorqual (N74) le 28 août précédent alors qu'il naviguait de Brindisi à Benghazi (les survivants sont ensuite transbordés, le 4 septembre à 13 heures, sur le vapeur Argentina),.
Le 14 novembre 1941, dans une période particulièrement difficile de la bataille des convois, le Città di Genova (avec 562 soldats à bord, 104 tonnes de provisions et 60 tonnes d'autres fournitures) et un autre croiseur auxiliaire, le Città di Napoli (chargé de 130 tonnes de provisions et de matériel, ainsi que de 697 soldats), partent de Tarente avec l'escorte des destroyers Pigafetta et Da Verrazzano, arrivant sains et saufs à Benghazi deux jours plus tard.
Quelques jours plus tard, le croiseur auxiliaire quitte Souda à destination de Benghazi, où il doit arriver le 21 novembre, avec le Città di Tunisi et des unités d'escorte similaires, mais le Città di Tunisi, en raison d'une panne de moteur, doit retourner à Souda escorté par le destroyer Lanzerotto Malocello.
Le 13 janvier 1942, le navire, lors d'une tempête soudaine, rompt ses amarres et éperonne le petit bateau à vapeur Capri, brisant ses chaînes et endommageant légèrement le treuil.
En avril 1942, le capitaine de frégate (capitano di fregata) Marco Vivaldi Pasqua prend le commandement du "Città di Genova", qui restera aux commandes jusqu'à sa perte. Au cours du même mois, le 23 avril, le navire endommage accidentellement gravement les bateaux de service de la Luftwaffe FL.B 212, FL.B 214 et FL.B 410.
Le 20 janvier 1943, le Città di Genova quitte Patras pour Bari, avec un total de 490 hommes à bord: 132 membres d'équipage, 200 soldats italiens et 158 prisonniers de guerre grecs (il y a également deux prisonniers néo-zélandais à bord: le capitaine J. L. Harrison et le caporal F. I. A. Woollams),,. Le 21 janvier à 13h15, le croiseur auxiliaire, qui se dirige sans escorte, est attaqué par le sous-marin britannique HMS Tigris (N63), qui lance une salve de cinq torpilles sur lui. Touché par deux des torpilles, à 13h20, le Città di Genova coule en quelques minutes, à environ 25 milles nautiques (46 km) à l'ouest de Sazan (à la position géographique de 40° 32′ N, 18° 35′ E), emportant avec luiplus d'un tiers des hommes à bord,.
Selon une autre version, le navire est frappé à 13h15, à 19 milles nautiques (35 km) de Sazan, par une première torpille, suivie par le HMS Tigris, alors que l'unité était à l'agonie, avec une deuxième torpille qui accélère sa fin. Touché aussi par la deuxième torpille, le Città di Genova chavire et coule entraînant au fond aussi un radeau de sauvetage qui n'avait pas encore été libéré des cordages, causant la noyade des occupants (parmi lesquels le commandant Vivaldi Palma, à la mémoire duquel lui a été conférée la croix du Mérite de la guerre).
À 22h30, le vapeur réquisitionné Eolo, placé, en tant qu'unité auxiliaire, sous la dépendance des unités réquisitionnées de la XXXVe flottille et amarré à ce moment-là à Sazan, reçoit l'ordre d'allumer les chaudières et de se tenir prêt à partir, et à 23H00, il reçoit l'ordre d'appareiller pour secourir les naufragés du Città di Genova. A 23h20 le Eolo repère, à sept milles nautiques (13 km) à l'ouest de Sazan, une embarcation appartenant au croiseur auxiliaire, qu'il atteint après un quart d'heure, en récupérant 26 membres de l'équipage du Città di Genova (3 officiers, 2 sous-officiers et 21 marins) et deux prisonniers grecs.
Les survivants, qui reçoivent les premiers soins (certains sont blessés, dont un très gravement) et un repas, et sont débarqués à Sazan, où le Eolo s'est immédiatement dirigé à pleine vitesse, à 0h35 le 22 janvier, après quoi la petite unité reprend la mer à 1h20, et reste jusqu'à 7h00 dans la zone du naufrage, à la recherche d'autres naufragés. Après avoir reçu des informations de la reconnaissance aérienne, le Eolo se rend à 7 milles nautiques (15 km) par 110° de Sazan, récupérant à 9h10 quinze corps. De retour à Sazan, le navire part à 4h30 le 23 janvier et se déplace de 28 milles nautiques (52 km) par 120° vers la zone où le croiseur auxiliaire est censé avoir coulé, inspectant la zone mais ne trouvant que des débris et des nappes de pétrole. Entre-temps, le 22 janvier, une canonnière italienne récupère un autre canot de sauvetage surchargé d'italiens et de grecs (à bord se trouve également le prisonnier néo-zélandais survivant, le caporal Woollams, tandis que l'autre prisonnier, le capitaine Harrison, a disparu pendant l'abandon du navire). D'autres unités navales participent également aux opérations de sauvetage, fouillant la zone et récupérant au total un peu moins de trois cents hommes.
Au total, 173 hommes disparaissent dans le naufrage,,, tandis que 317 peuvent être sauvés.

## Sources
- (it) Cet article est partiellement ou en totalité issu de l’article de Wikipédia en italien intitulé « Città di Genova » (voir la liste des auteurs).